# Mistrovství světa v letech na lyžích 1975
Mistrovství světa v letech na lyžích se v roce 1975 konalo 14.–16. března v rakouském Bad Mitterndorfu na tamním mamutím můstku Kulm (K-165).

## Výsledky
| *                | Sportovec          | Skok 1 | Skok 2 | Skok 3 | Skok 4 | Skok 5 | Skok 6 | Celkem Body |
| ---------------- | ------------------ | ------ | ------ | ------ | ------ | ------ | ------ | ----------- |
| Zlatá medaile    | Karel Kodejška     | 141 m  | 149 m  | 123 m  | 144 m  | 139 m  | 145 m  | 512,5       |
| Stříbrná medaile | Rainer Schmidt     | 142 m  | 157 m  | 125 m  | 140 m  | 140 m  | 132 m  | 505,0       |
| Bronzová medaile | Karl Schnabl       | 116 m  | 151 m  | 122 m  | 131 m  | 130 m  | 145 m  | 503,5       |
| 4                | Fritjof Prydz      | 141 m  | 136 m  | 128 m  | 129 m  | 130 m  | 123 m  | 496,5       |
| 5                | Hans Wallner       | 120 m  | 139 m  | 120 m  | 142 m  | 148 m  | 133 m  | 492,5       |
| 6                | Heinz Wosipiwo     | 130 m  | 145 m  | 129 m  | 136 m  | 136 m  | 114 m  | 489,5       |
| 7                | Jochen Danneberg   | 143 m  | 148 m  | 124 m  | 143 m  | 129 m  | 124 m  | 486,5       |
| 8                | Walter Steiner     | 114 m  | 134 m  | 123 m  | 142 m  | 146 m  | 131 m  | 484,5       |
| 9                | Alexandr Karapuzov | 131 m  | 138 m  | 118 m  | 122 m  | 143 m  | 114 m  | 478,0       |
| 10               | Jurij Ivanov       | 103 m  | 128 m  | 128 m  | 131 m  | 150 m  | 136 m  | 474,5       |